# Янтик (страва)
Янти́к (крим. yantıq, янтыкъ) — пиріжок із прісного тіста з баранячим фаршем та гострими приправами, засмажений на сковороді, на відміну від чебурека, без жиру. Одна з основних національних страв кримськотатарської кухні.

## Приготування

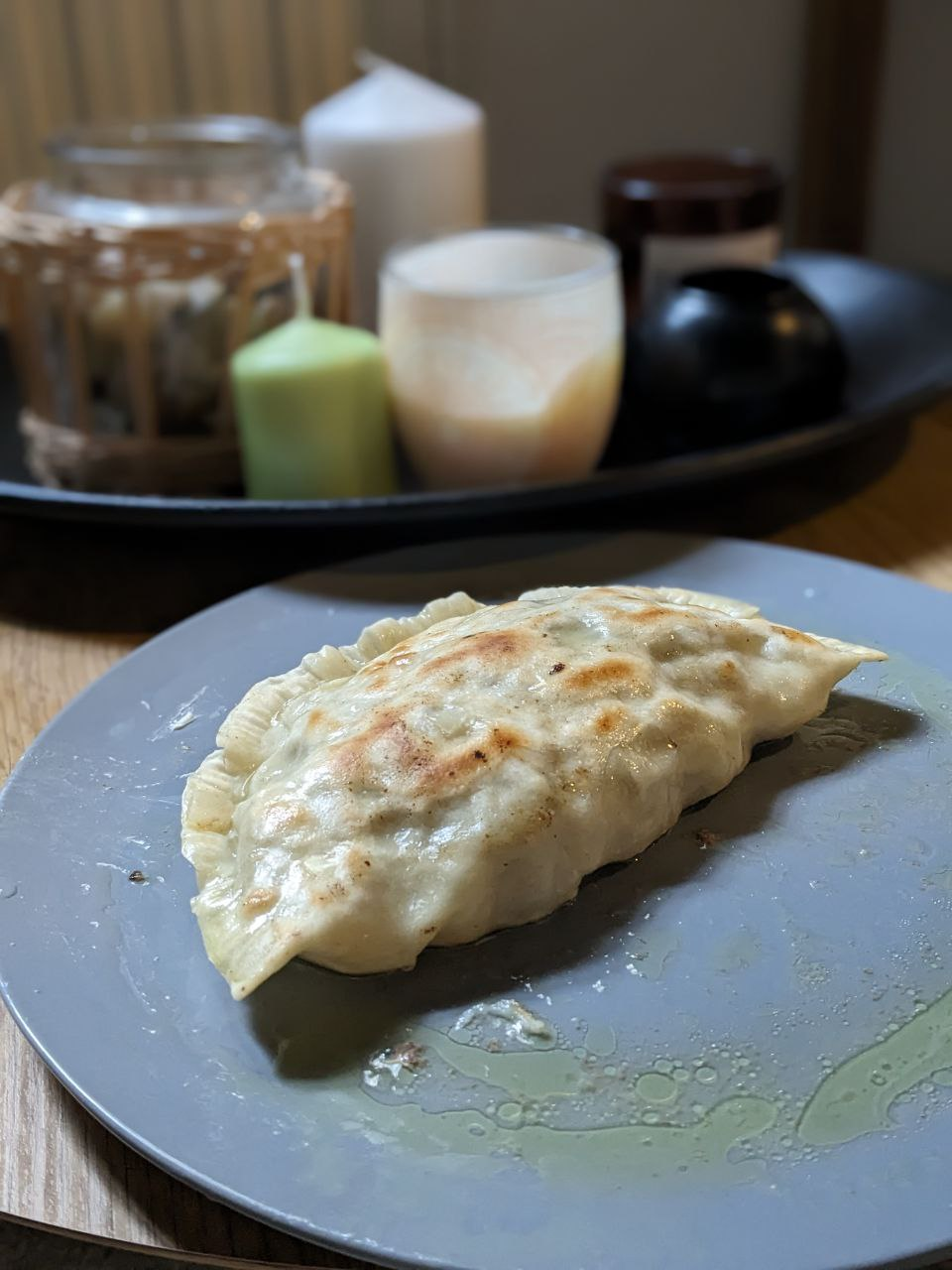
Янтик

З борошна, води та кухонної солі замішують круте тісто, витримують його 30 хв та розкачують до товщини 2 мм. З тіста вирізають круги, змащують краї яйцем, а на середину кладуть фарш. Один край загинають, надаючи чебуреку форму півмісяця. Для фаршу жирну баранину обчищають від кісток та сухожиль, відтак разом зі смаженою цибулею пропускають через м'ясорубку, додаючи сіль, перець, воду, і все це добре перемішують. Виріб смажать без жиру. Готовий гарячий янтик змащують вершковим маслом з двох сторін.

## Технологія споживання
Янтик споживають без допомоги столового приладдя. Під час споживання рекомендують тримати янтик руками прямовисно.